# Siqaya
La siqāya (in arabo ﺳﻘﺎﻳـة‎?) era un importante istituto onorifico, a sfondo religioso ma di evidenti connotazioni economiche, vigente nella Mecca preislamica.
Si trattava della fornitura, a titolo gratuito, di bevande ai pellegrini che si fossero recati in città per partecipare al rito religioso annuale della ʿumra. Tale cerimonia prevedeva nel mese di rajab la "sacra visita" alla Kaʿba e un insieme di pratiche di culto che avevano come centro il tempio urbano dedicato al dio Hubal. In un secondo momento il tempio ospitò però anche centinaia di altre divinità dell'Arabia, fungendo in tal modo da vero e proprio pantheon e da motivo di richiamo per gli Arabi, che poi si trattenevano in città per portare a termine acquisti e vendite e per ascoltare notizie e poesie.
Le bevande erano essenzialmente costituite dal nabīdh, ma anche da altri infusi, per lo più lievemente alcolici. Non sono chiari l'ammontare dei prelievi imposti ai Quraysh per l'acquisto della materia prima – uva secca (zibibbo) di Ṭāʾif, datteri, fichi secchi e altra frutta dall'alto contenuto zuccherino, miele – né le modalità del prelievo.
L'incarico era svolto dai Banū Hāshim, il clan cioè cui appartenne Maometto, e suo nonno ʿAbd al-Muṭṭalib b. Hāshim ne era il titolare al tempo della giovinezza del Profeta. Più tardi, ancora durante la jāhiliyya, la siqāya rimase prerogativa del figlio di questi, Abū Ṭalib, che la cedette a suo fratello consanguineo – e zio paterno di Maometto – al-ʿAbbās b. ʿAbd al-Muṭṭalib, vale a dire al più ricco e anziano rappresentante del clan, a prescindere dal nipote Maometto (morto comunque senza eredi maschi che gli sopravvivessero), per estinguere un gravoso debito da lui contratto.